# Anton Bakov
Anton Alekseievich Bakov (em russo:  Антон Алексеевич Баков; Ecaterimburgo, 29 de dezembro de 1965) é um empresário russo, político monarquista, viajante, escritor e ativista de direitos humanos. Ele é o presidente do Partido Monarquista Russo, foi membro da 4ª convocação da Duma Estatal da Rússia de 2003 a 2007 e foi candidato nas eleições presidenciais russas de 2018. Por ser conhecido por uma longa série de projetos políticos inusitados, como o Franco Ural, o escritor Alexei Ivanov o cunhou como um "Leonardo político".
Bakov afirma ter restaurado o Império Russo através do estabelecimento da micronação do Trono Imperial em 2011. Em 2014, o Trono Imperial emitiu um manifesto anunciando que o herdeiro da família real Romanov, o príncipe alemão Karl Emich de Leiningen, sucedeu Nicolau II e agora é Imperador Nicolau III.  Em 2017, a micronação foi renomeada para Império Romanov. Sob este regime, Bakov ocupa o cargo de Arquichanceler e carrega o título de "Sua Alteza Sereníssima Príncipe" (Cnezo).